# Pathologie craniofaciale

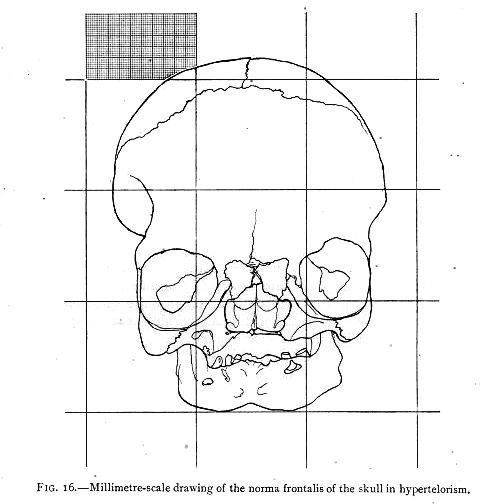
Exemple de malformation (hypertélorisme) pouvant être prise en charge par la chirurgie craniofaciale

La pathologie craniofaciale est l'étude et le traitement de malformations congénitales et d'autres lésions de la face et du crâne.

## Origine
D'après la version internet du Merriam-Webster Dictionary, l'expression craniofacial a été utilisée en anglais pour la première fois en 1859. La première publication médicale utilisant ce terme en anglais date de 1876 et a été rédigée par T.H.Huxley.

## Application
La pathologie craniofaciale est une zone d’expertise faisant l'objet d'une sur-spécialisation de professionnels de santé divers et leur permettant d'interagir dans des équipes médicochirurgicales interdisciplinaires, qui traitent et mènent des recherches sur les affections spécifiques de cette région.
Les équipes spécialisées dans le traitement clinique et la gestion des problèmes craniofaciaux mélangent des scientifiques, des généticiens, des épidémiologistes, des dermatologues, des biologistes moléculaires et du développement afin de comprendre les causes et les mécanismes du développement facial normal et pathologique. Les chirurgiens craniofaciaux sont formés dans des spécialités diverses, toutefois la plupart d'entre eux sont des chirurgiens ORL ou plasticiens qui se sont sur-spécialisés dans ce domaine.
Le développement craniofacial de l'embryon est très complexe, et il convient de mieux le comprendre pour mieux prévenir des nombreuses malformations craniofaciales congénitales. Une analyse génomique de la transcription de l'ARN faite à partir d’éléments régulateurs non codants (par séquençage CAGE du mésenchyme facial d’embryons humains) a été étudié dans ses liens aux gènes connus pour coder l’apparence normale du visage humain. On observe que « la signalisation mTORC1 module la mise en forme craniofaciale au stade des condensations mésenchymateuses squelettiques, avec un ajustement fin ultérieur lors de l’intercalation clonale. Cette capacité de la voie mTORC1 à moduler la forme du visage, ainsi que sa conservation évolutive et sa capacité à détecter les stimuli externes, en particulier les acides aminés alimentaires, indiquent que la voie mTORC1 peut jouer un rôle dans la plasticité phénotypique du visage ». Dans le modèle murin le taux de protéines de l'alimentation de la souris gestantes a influencé l’activité de mTORC1 dans les structures craniofaciales fœtales et a modifié la taille des clones squeletogènes, exerçant ainsi un impact sur la géométrie locale et la mise en forme craniofaciale. Les auteurs concluent que la voie de signalisation mTORC1 semble bien impliquée dans l’effet de conditions environnementales sur la mise en forme des structures craniofaciales.